# Apus berliozi
Apus berliozi là một loài chim trong họ Apodidae.